# Richard Holland (Dichter)

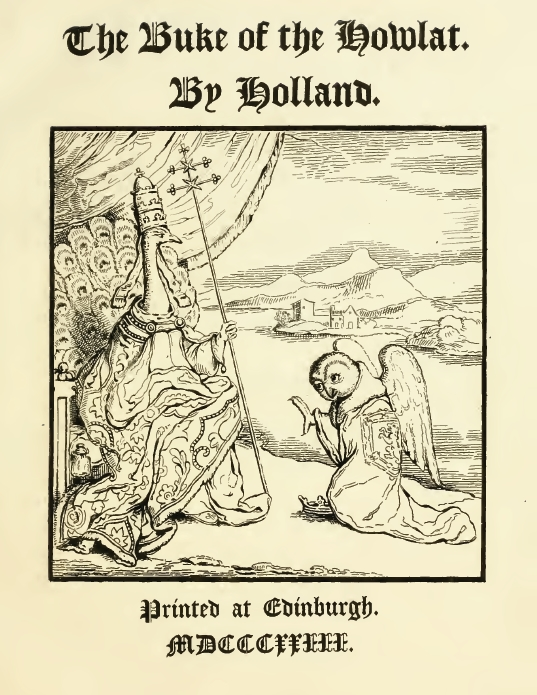
Buke of the Howlat, Faksimile-Druck des Bannatyne Club of Edinburgh 1823

Richard Holland, auch Richard de Holande, (* um 1420; † um 1480) war ein schottischer Dichter der Mitte des 15. Jahrhunderts und wurde zu den Makars gezählt.
Er war Kaplan von Archibald Douglas, Earl of Moray (um 1450) und Rektor von Halkirk bei Thurso und später von Abbreochy am Loch Ness. Er war ein Anhänger des Douglas-Clans und ging nach dessen Niedergang nach Shetland und danach nach Orkney, wobei er der norwegischen Kirche unterstellt war.
Er ist für sein Gedicht Buke of the Howlat bekannt, das seine Verehrung für den Douglas-Clan zeigt, diese aber nicht zum eigentlichen Thema hat. Es ist eine komische Vogel-Allegorie im Stil von Narrenspiegeln, Protagonist ist ein Geistlicher als Eule (schottisch Howlat), die mit ihrem Aussehen unzufrieden ist und sich an den Papst (einen Pfau) wendet. Der Papst lädt zu einem Bankett von anderen Vögeln, das detailliert mit komischen Noten geschildert wird. Am Ende erhält die Eule von Dame Natur ein neues Federkleid, wobei jeder Vogel eine Feder abgibt. Das macht die Eule arrogant, so dass die Vogelrunde beschließt, das rückgängig machen zu lassen. Am Ende sinniert die Eule bitter über ihren Fall aufgrund von Stolz und Eitelkeit. Das lange Gedicht benutzt viele Alliterationen. Gälische Dichtung wird als zurückgeblieben lächerlich gemacht.
Das Gedicht ist in der Asloan-Handschrift (um 1515, National Library of Scotland) mit der anderer schottischer Dichter erhalten und in der Bannatyne-Handschrift (1568, National Library of Scotland), die vom Bannatyne Club in den 1820ern in Edinburgh und 1896 vom Hunterian Club in Glasgow herausgegeben wurde.